# Moršansk
Moršansk (in russo Моршанск?) è una città della Russia sudoccidentale, capoluogo del Moršanskij rajon dell'oblast' di Tambov. Situata sul fiume Cna, la città si trova a 90 km a nord del capoluogo Tambov.
Attestato per la prima volta nel 1623 con il nome di Morša (dall'etimologia incerta), il villaggio vide un certo sviluppo fra la seconda metà del XVII secolo e il XVIII come centro commerciale, ricevendo lo status di città nel 1779 da Caterina II.

## Società

### Evoluzione demografica[1]
Abitanti censitiAnno010.00020.00030.00040.00050.00060.000185619261959197920022015Popolazione